# Берч Хил (Висконсин)
Берч Хил (енгл. Birch Hill) насељено је место без административног статуса у америчкој савезној држави Висконсин.

## Демографија
По попису из 2010. године број становника је 293.
| Група             | 2000.    | 2010.     |
| Белци             | 0 (0,0%) | 11 (3,8%) |
| Афроамериканци    | 0 (0,0%) | 0 (0,0%)  |
| Азијати           | 0 (0,0%) | 0 (0,0%)  |
| Хиспаноамериканци | 0 (0,0%) | 12 (4,1%) |
| Укупно            | 0        | 293       |